# Hohenroth (Bawaria)
Hohenroth – miejscowość i gmina w Niemczech, w kraju związkowym Bawaria, w rejencji Dolna Frankonia, w regionie Main-Rhön, w powiecie Rhön-Grabfeld, wchodzi w skład wspólnoty administracyjnej Bad Neustadt an der Saale. Leży około 3 km na zachód od Bad Neustadt an der Saale, nad rzeką Soława Frankońska.

## Dzielnice
W skład gminy wchodzą następujące dzielnice: Hohenroth, Leutershausen, Steinacher Forst r.d.Saale, Windshausen i  Burgwallbacher Forst.

## Demografia
| Rok  | Liczba mieszk. |
| ---- | -------------- |
| 1970 | 1.724          |
| 1987 | 2.493          |
| 2000 | 3.628          |
| 2005 | 3.710          |

## Polityka
Wójtem od 2006 jest Georg Straub. Rada gminy składa się z 16 członków:
|      | CSU/Wolni Wyborcy | Razem     |
| 2002 | 16                | 16 miejsc |

## Oświata
(na 1999)

W gminie znajduje się 200 miejsc przedszkolnych (ze 177 dziećmi) oraz szkoła podstawowa (28 nauczycieli, 496  uczniów).